# CityLife

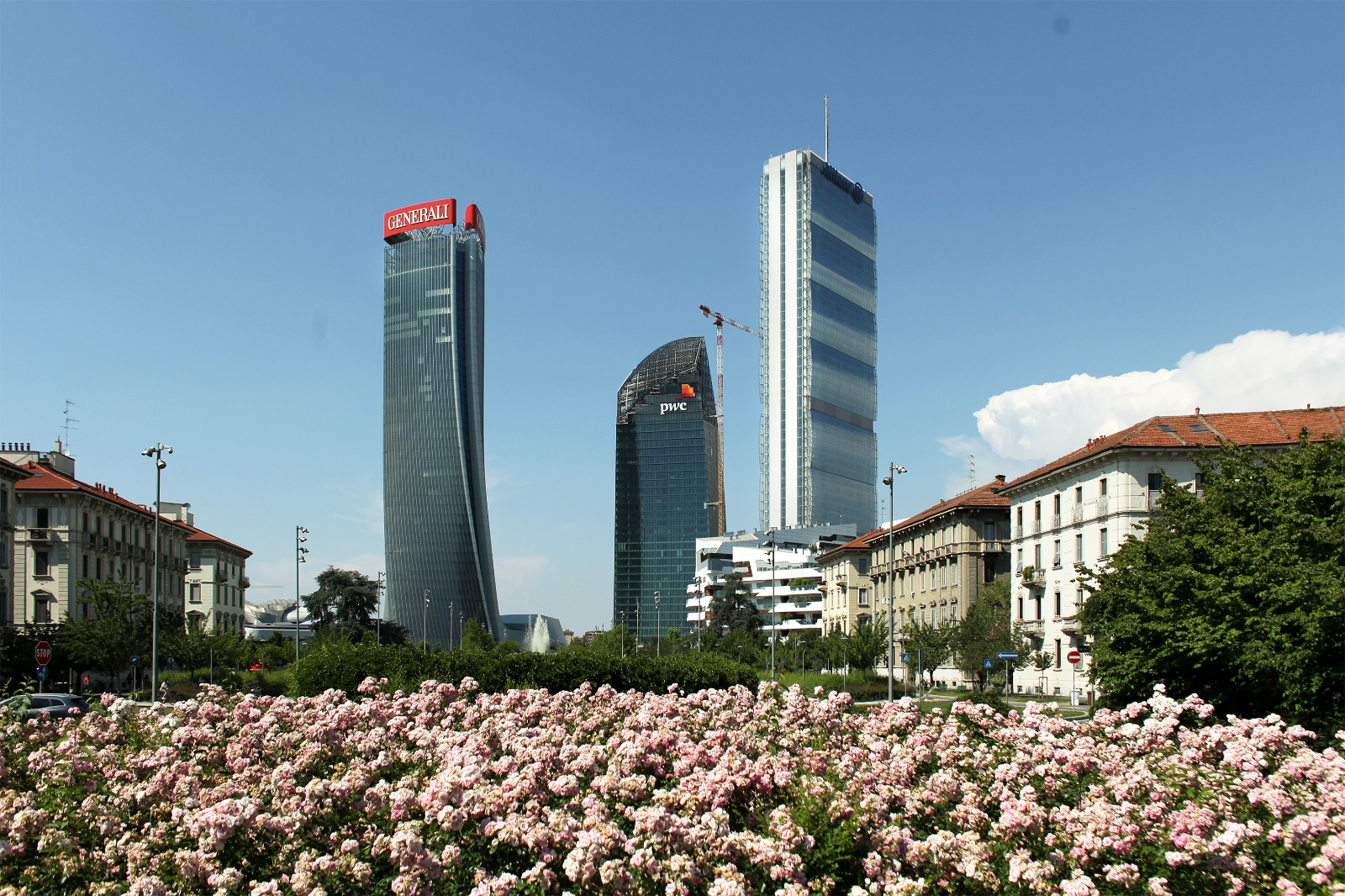
Vista de las tres torres desde el Piazzale Giulio Cesare.

CityLife es un complejo residencial y de oficinas situado en el barrio del Portello de Milán (Italia). Proyectado por los arquitectos Arata Isozaki, Daniel Libeskind y Zaha Hadid, este nuevo barrio es conocido coloquialmente como Tres Torres (Tre Torri).

## Historia
Con el traslado de gran parte de la Feria de Milán al nuevo complejo de Rho y Pero, la zona liberada —equivalente a una superficie de unos 255 000 m²— fue objeto de un concurso internacional ganado en julio de 2004 por el consorcio CityLife, compuesto por Generali Properties S.p.A, Gruppo Ras, Immobiliare Lombarda Spa, Lamaro Appalti Spa y Gruppo Las Desarrollos, que había presentado una oferta de 523 millones de euros. Las otras ofertas habían sido presentadas por el grupo Pirelli Real Estate (439 millones) y por el grupo Risanamento (378 millones). El precio mínimo fijado para la adquisición de la zona era de 310 millones de euros.
Tras la adjudicación del concurso se constituyó la sociedad CityLife S.p.A., controlada por el Grupo Generali y participada por Allianz. La construcción del complejo se inició en 2007 y se habría debido completar en 2015, a tiempo para la Expo de Milán, pero, debido a los retrasos acumulados, la fecha de finalización de las obras se aplazó al 2020. El Plan Integrado de Intervención relativo a la zona fue aprobado definitivamente por el Ayuntamiento de Milán el 9 de octubre de 2008.

## El proyecto

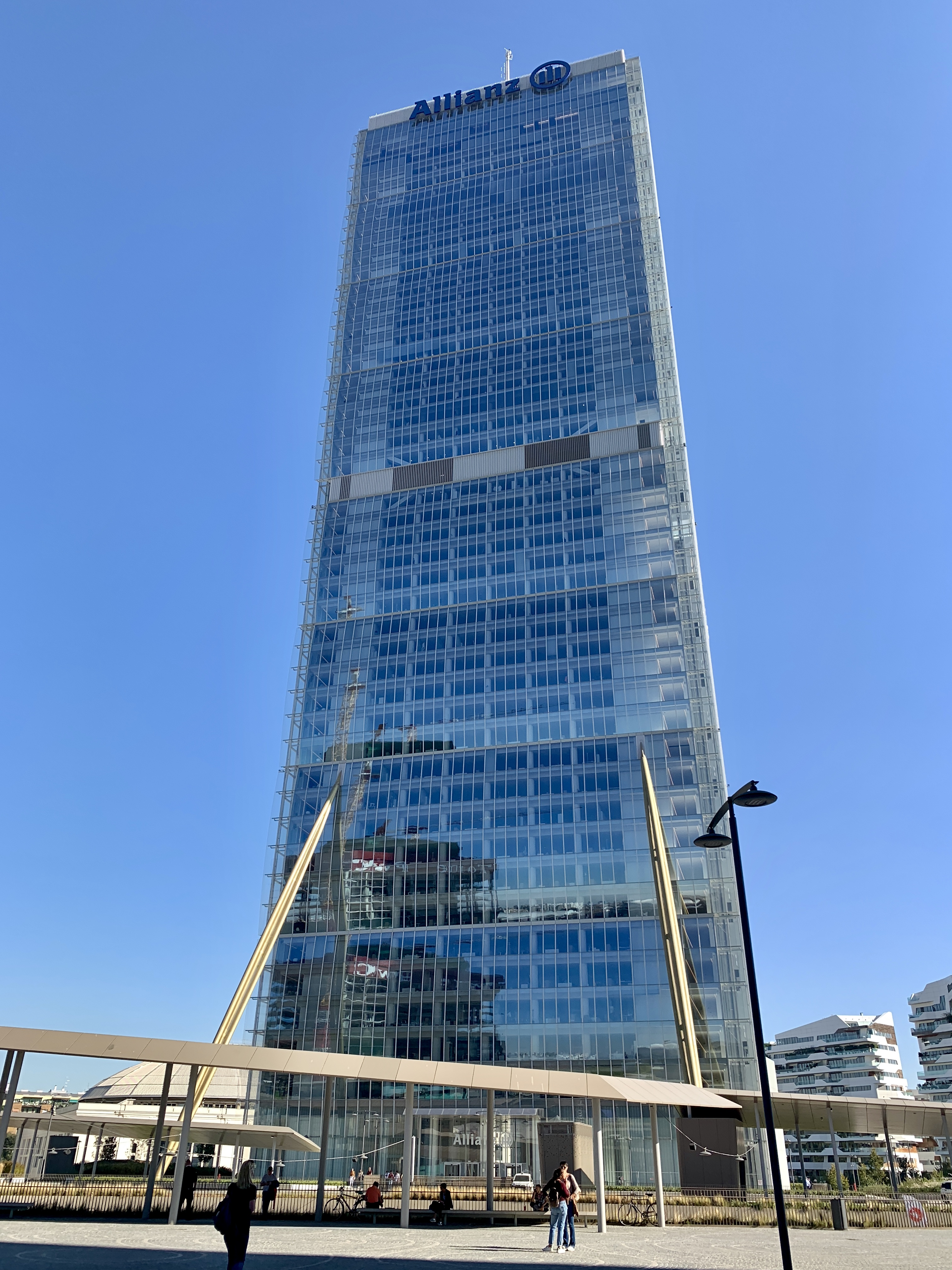
La Torre Isozaki.

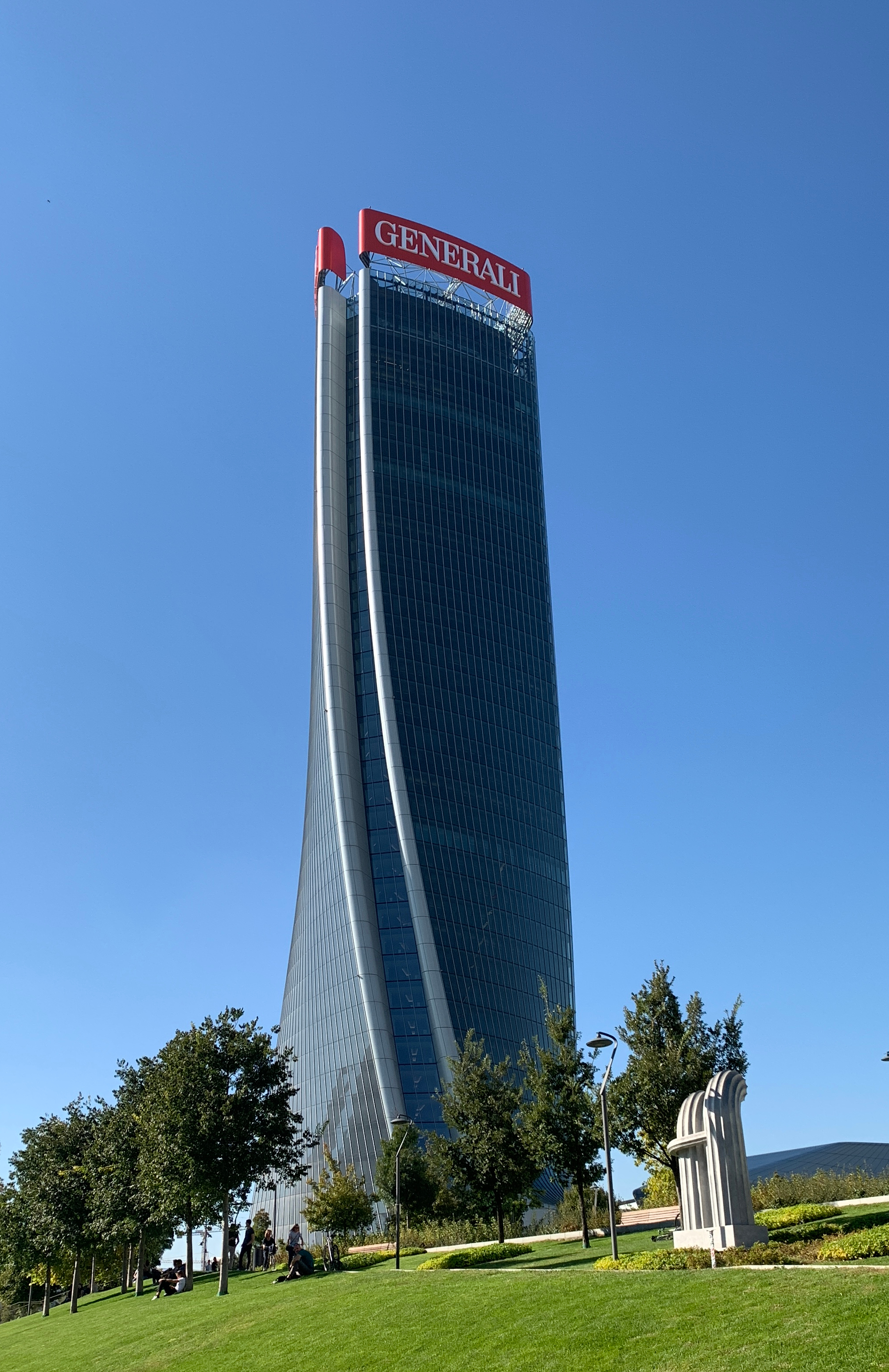
La Torre Hadid.

El complejo CityLife se caracteriza por:
- una gran zona peatonal, la más amplia de la ciudad de Milán, con la circulación de automóviles y aparcamientos exclusivamente en los sótanos;[3]
- la reducción a la mitad del volumen preexistente;
- la realización del segundo parque público de Milán.

El complejo se encuentra en la antigua zona de la Feria, liberada tras su traslado a las nuevas instalaciones de Rho-Pero. El barrio está servido por la estación Tre Torri de la línea 5 del Metro de Milán. Las tres torres centrales están destinadas a convertirse en uno de los nuevos símbolos de la ciudad a nivel internacional, como pone de manifiesto el fuerte interés que el proyecto ha suscitado también fuera de Italia.

## Descripción

### Torre Isozaki
Apodada Il Dritto («el recto»), la Torre Isozaki lleva la firma de Arata Isozaki, arquitecto japonés autor en Italia del proyecto del Palasport Olimpico de Turín, y de Andrea Maffei. La torre tiene una altura de 209 m y cincuenta plantas y da hacia la nueva Piazza Tre Torri, al igual que los otros dos rascacielos. La planta tipo de la torre, que dispone de los núcleos de comunicación vertical a los dos lados del edificio, con ascensores panorámicos, contiene un único gran espacio central destinado a oficinas. En el momento de su construcción la Torre Isozaki se convirtió en el segundo edificio más alto de Italia.

### Torre Hadid
Apodada Lo Storto («el torcido») debido a su diseño retorcido, la Torre Hadid tiene 177 m y 44 plantas. La principal particularidad del edificio es su desarrollo vertical con un dinámico movimiento de torsión. También esta torre lleva el nombre de su diseñadora, la arquitecta anglo-irakí Zaha Hadid. Esta torre de oficinas se basa en los conceptos de movimiento y dinamismo, resultantes de la torsión del propio edificio, con el objetivo de poner en valor la percepción y las vistas que ofrece respecto a los ejes urbanos. El edificio tiene una planta tipo con un núcleo de comunicaciones central y oficinas en la corona perimetral para ofrecer vistas panorámicas de la ciudad.

### Torre Libeskind
Apodada Il Curvo («el curvo») por su forma, la Torre Libeskind tiene 175 m de altura y da la espalda al Largo Domodossola. El edificio fue concebido como parte de una esfera ideal que rodea la Piazza Tre Torri y alberga oficinas de PwC.

### Parque público
Elemento estructural y de recuperación del nuevo barrio será el amplio parque público. Con una superficie de unos 170 000 m², contempla la integración de carriles bici e itinerarios peatonales y amplios frentes de contacto directo con los barrios de los alrededores. El nuevo parque completa asimismo el grupo de parques de la zona noroeste de Milán, haciendo posible la activación de una eficaz red ecológica. El concurso internacional para el diseño del parque fue convocado en 2010 y fue ganado por el proyecto «Un parque entre las montañas y la llanura», presentado por el estudio Gustafson Porter (Reino Unido) en colaboración con Melk, One Works y Ove Arup.

### Residencias
Las Residenze Hadid están compuestas por siete edificios, todos ellos diferentes entre sí, con alturas que van de las cinco a las trece plantas. Situadas en la zona sureste de CityLife, dan por un lado hacia el parque y por el otro hacia la Via Senofonte y la Piazza Giulio Cesare. Las Residenze Libeskind están compuestas por ocho edificios, con alturas que oscilan también entre las cinco y las trece plantas. Los edificios están situados en la zona suroeste del complejo y dan por un lado hacia el parque y por el otro hacia la Via Spinola y la Piazza Giulio Cesare.

### Palazzo delle Scintille

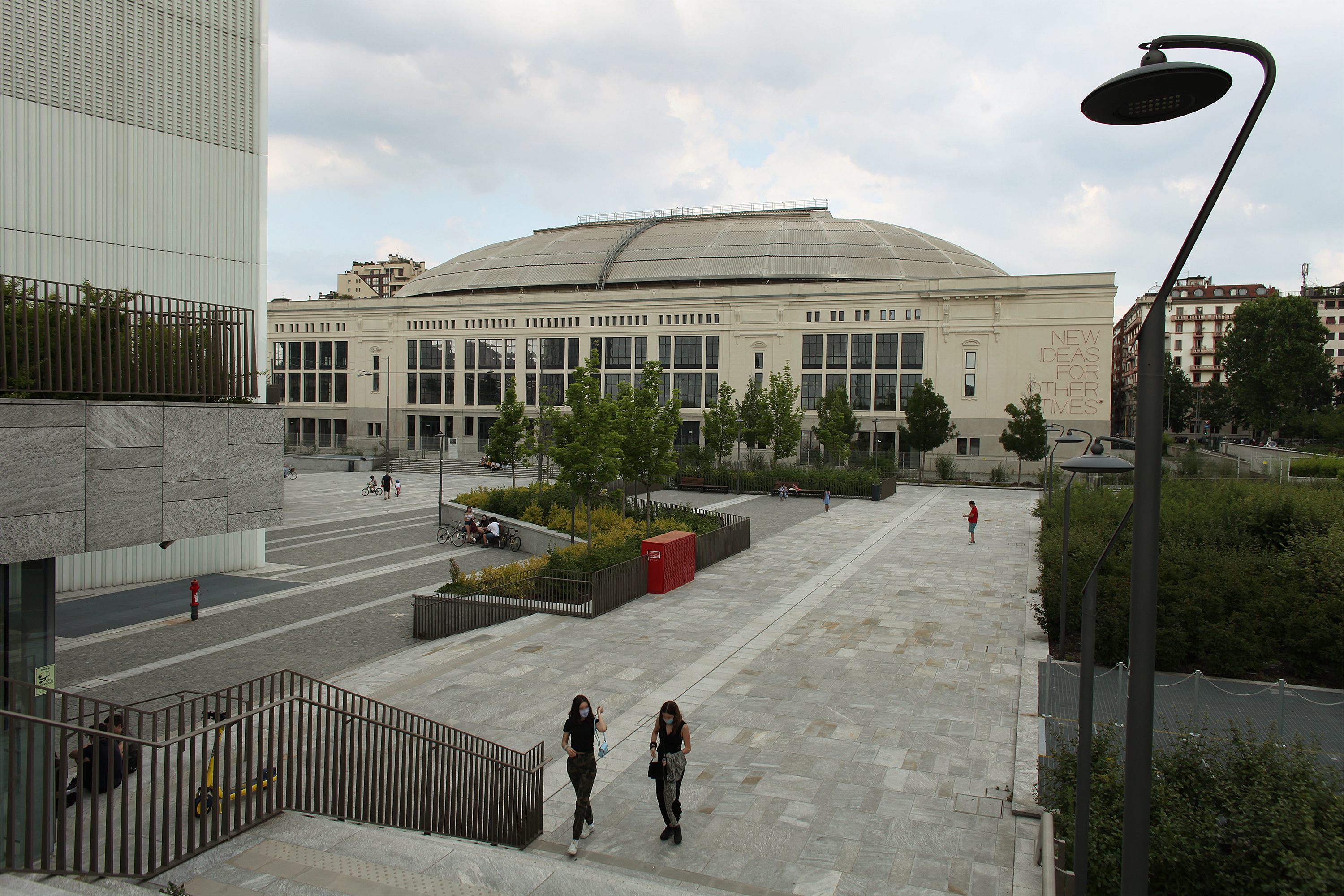
El Palazzo delle Scintille.

En el marco del proyecto CityLife también se recuperó el antiguo pabellón 3 de la Feria de Milán, conocido previamente como Palazzo dello Sport y actualmente Palazzo delle Scintille, uno de los primeros edificios que se construyeron en la primera etapa de la Feria de Milán. Construido en 1923 según el diseño del arquitecto Paolo Vietti-Violi, el Palazzo delle Scintille puede albergar una gran variedad de eventos, desde los expositivos y deportivos hasta los espectáculos. En particular, albergó la temporada lírica de 1946 del Teatro alla Scala, muy dañado por los bombardeos anglo-estadounidenses durante la Segunda Guerra Mundial.

### Aparcamientos
CityLife ha sido diseñada para ser una de las zonas peatonales más grandes de Europa, completamente libre del tráfico. Los automóviles pueden circular únicamente en los sótanos. En total están previstos unos siete mil aparcamientos subterráneos.